# 久米桂一郎

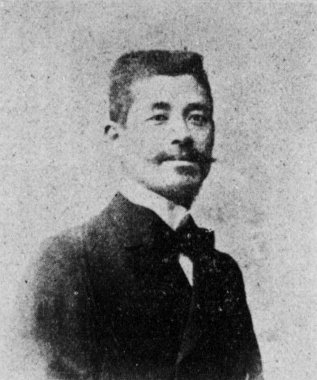
久米桂一郎

久米 桂一郎（くめ けいいちろう、1866年9月16日〈慶応2年8月8日〉 - 1934年〈昭和9年〉7月27日）は、日本の洋画家である。歴史学者の久米邦武を父に持つ。

## 略歴
佐賀城下八幡小路に生まれる。藤雅三に洋画を学び、1886年(明治19年)には絵画修業のため私費でフランスに渡り、黒田清輝とともにアカデミー・コラロッシのラファエル・コランに学んだ。
1888年にはバルセロナに滞在し、万国博覧会の準備に携わりその1年後にパリへと帰った。

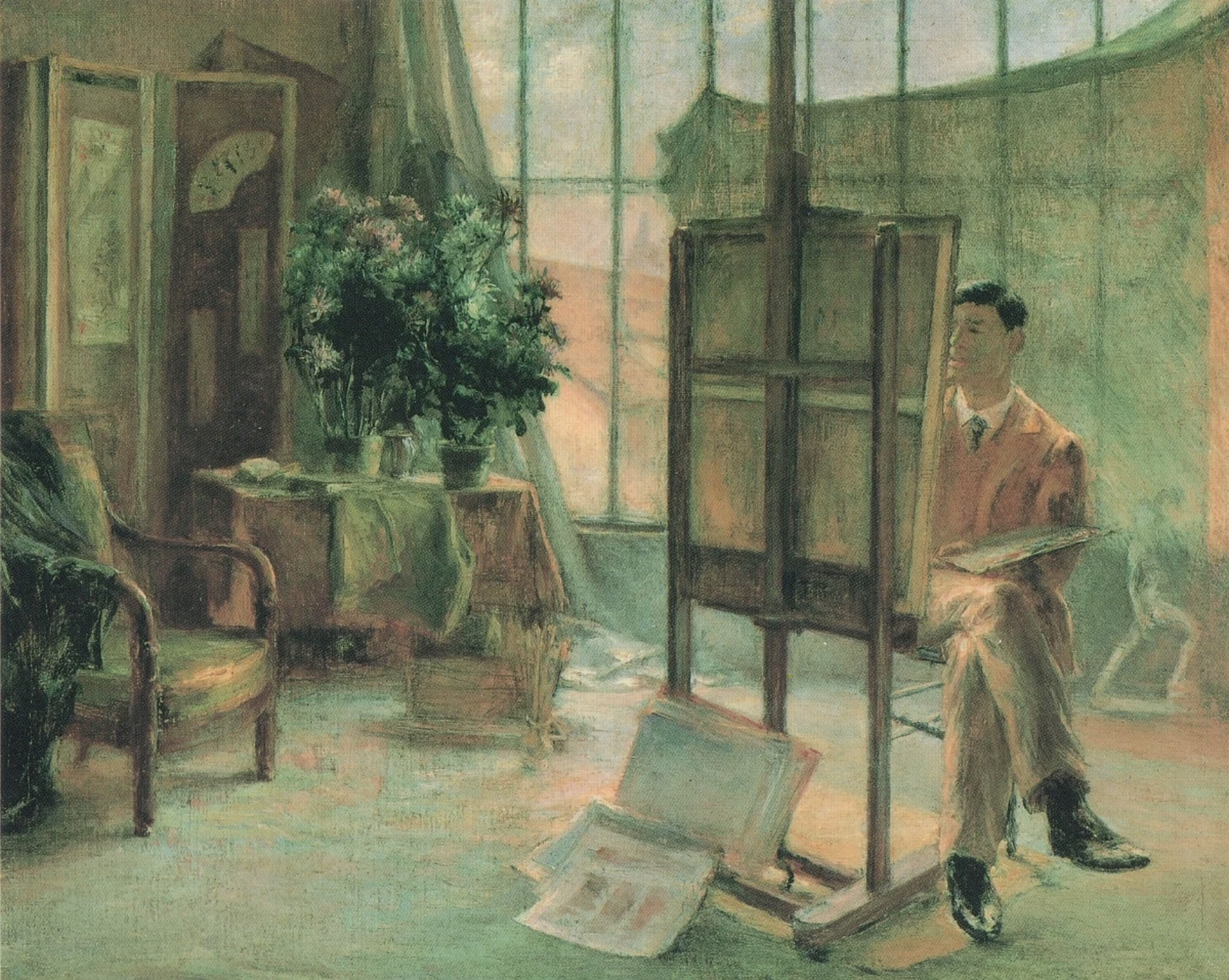
黒田清輝 筆「画室にて久米桂一郎」（1889年）、久米美術館所蔵

また、1890年（明治23年）には黒田、河北道介らとバルビゾン派の中心地となったフォンテーヌブローのグレー村を訪れ、ブルターニュのブレハ島も訪れている。

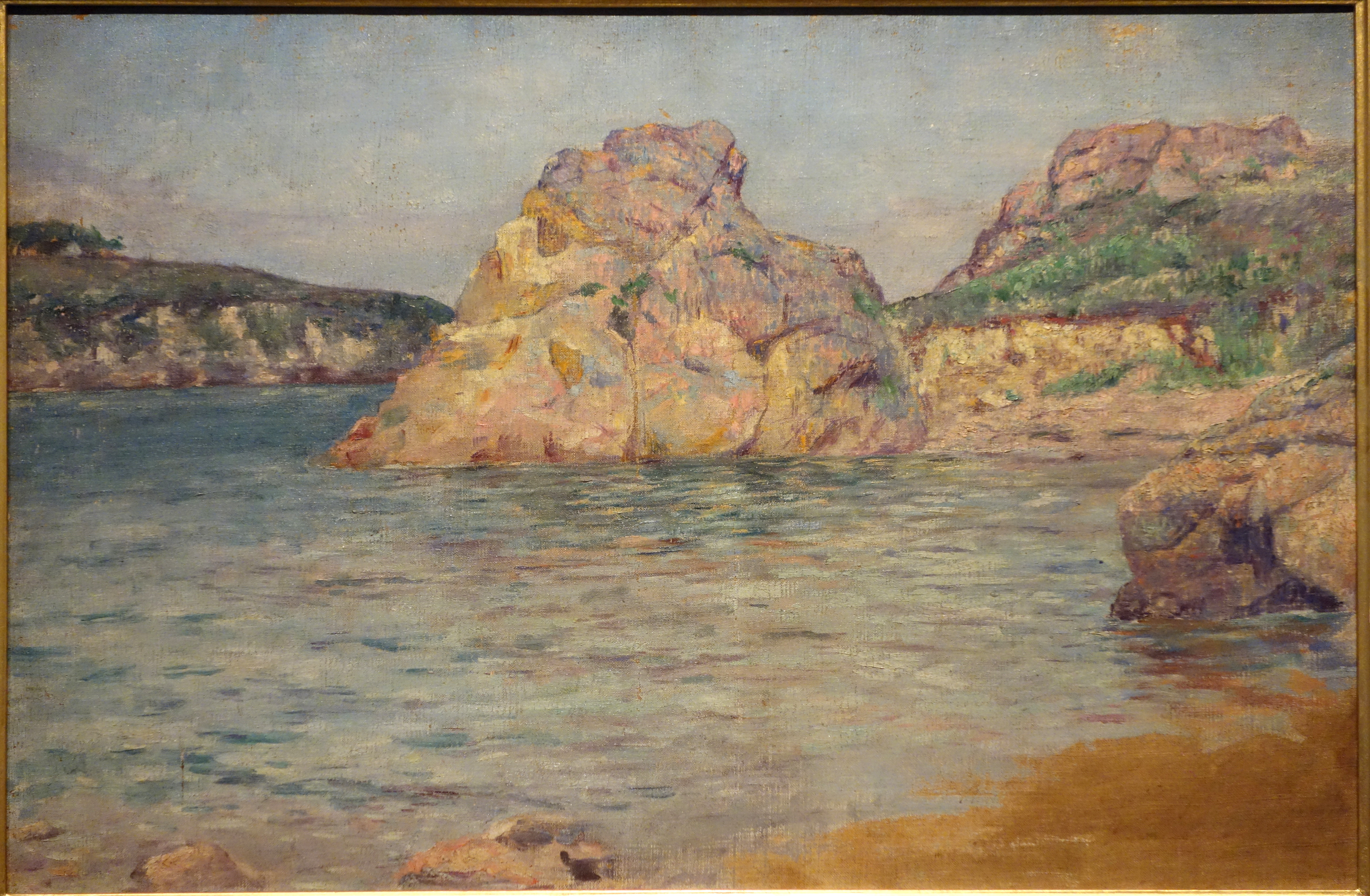
久米桂一郎 筆「ブレハ島」（1891年）東京国立近代美術館所蔵

黒田とは親交も深く、帰国後の1894年（明治27年）にはともに絵画指導のため画塾「天真道場」を開いた。1896年（明治29年）に黒田、岩村透らと美術家の団体・白馬会を結成し、機関紙の「光風」や「美術新報」での執筆活動を行う。
1897年（明治31年）には東京美術学校教授となり西洋画科でも後進の指導に当たり、製作活動からは退いている。1904年（明治37年）から東京高等商業学校（現一橋大学）教授を兼務し、同校仏語主任となる。また、講師を務めた黒田とともに、一橋のお雇い外国人の子であったポール・ジャクレーに、デッサンや油絵を教えた。1922年（大正11年）から帝国美術院幹事。墓所は麻布の賢崇寺。
画風は生硬でありつつ、印象派のピサロやシスレーらの影響を受けた明るい外光表現が取り入れられていると評されている。

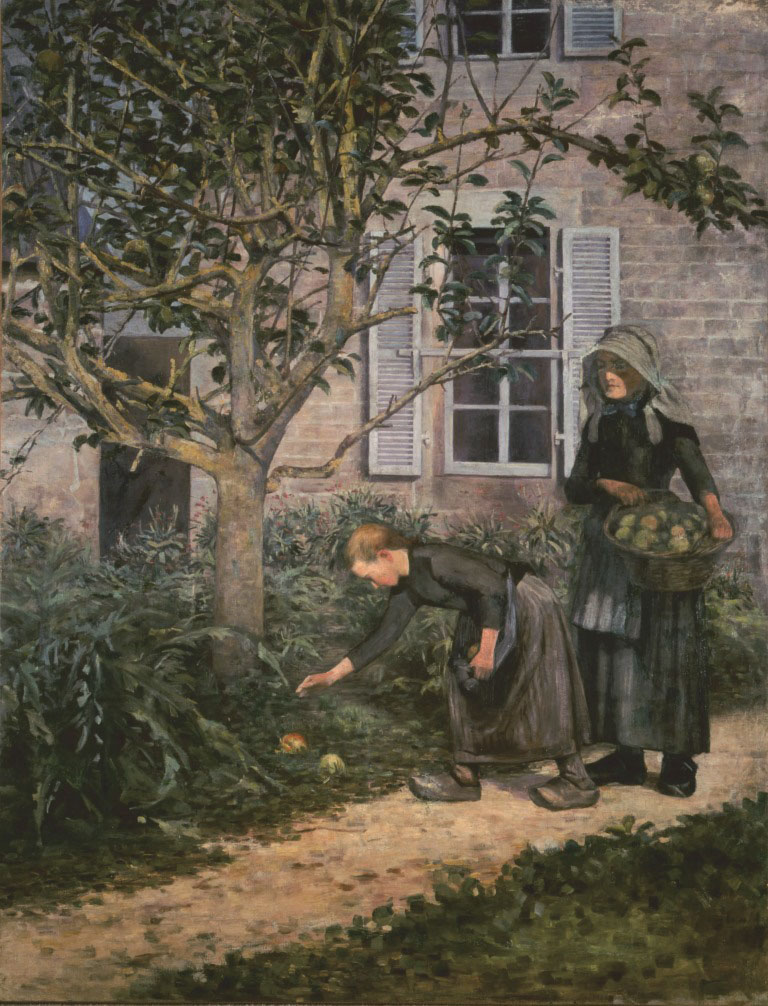
「林檎拾い」（1892年）久米美術館所蔵
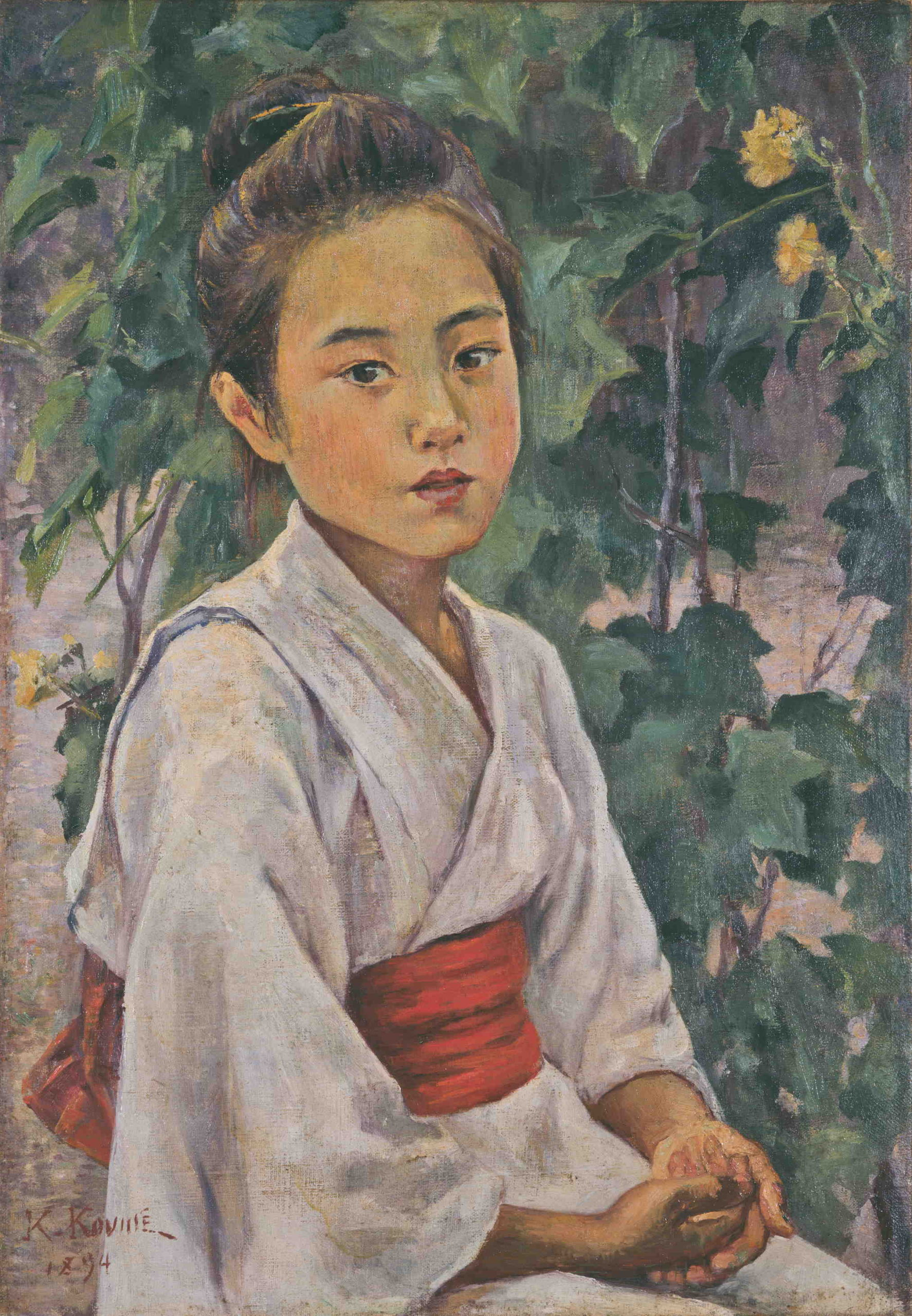
「夏の少女（村娘）」（1894年）久米美術館所蔵
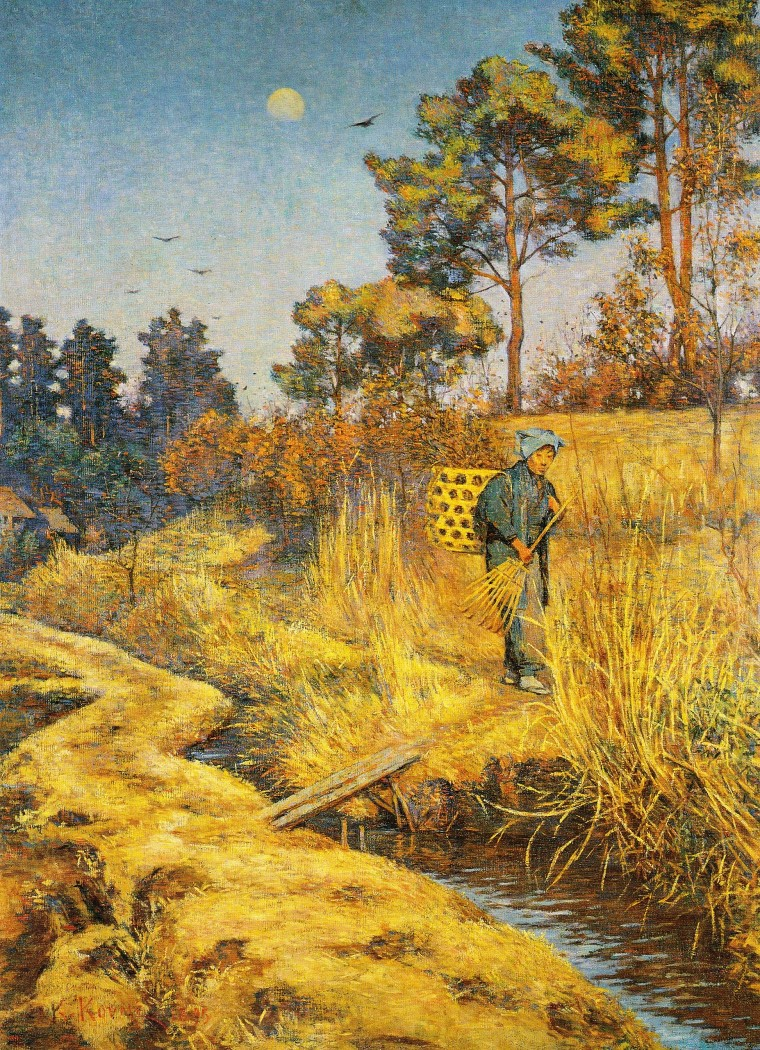
「秋景」（1895年）久米美術館所蔵

## 関連著作
- 久米美術館、『久米桂一郎作品目録』、東京、2000年
- Ito Fumiko、「Un peintre japonais à Bréhat: Keiichirô Kume」、『Les Carnets du Goëlo』、20号、bulletin de la Société d'études historiques et archéologique du Goëlo、2004年
- Ricard Bru、「久米桂一郎、19世紀のスペインにおける日本人画家（原題　Kume Keiichiro. Un pintor japonés en la España del siglo XIX)」、美術雑誌『Goya』328号、マドリッド、2009年